# Faucheurs volontaires

Logo des Faucheurs volontaires, monde solidaire.

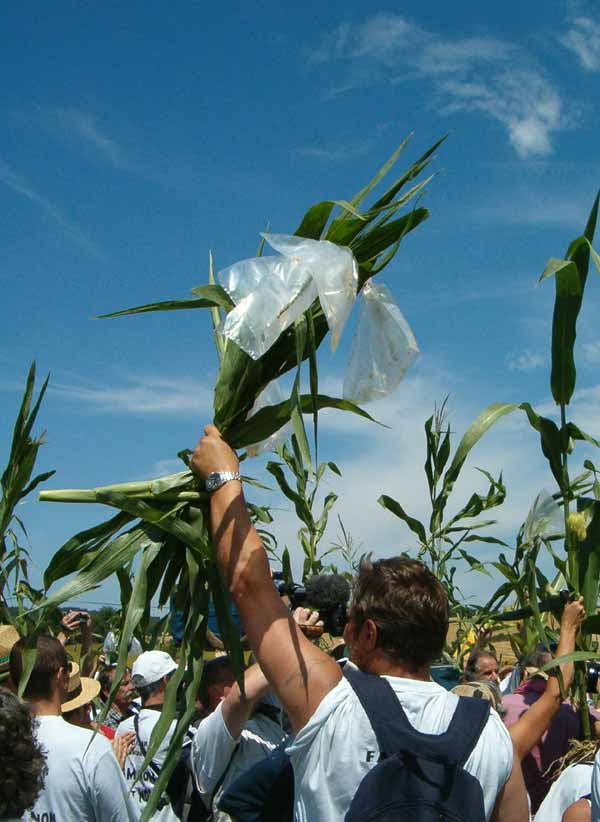
Arrachage de plants de maïs transgénique à Menville (Haute-Garonne) le 25 juillet 2004.

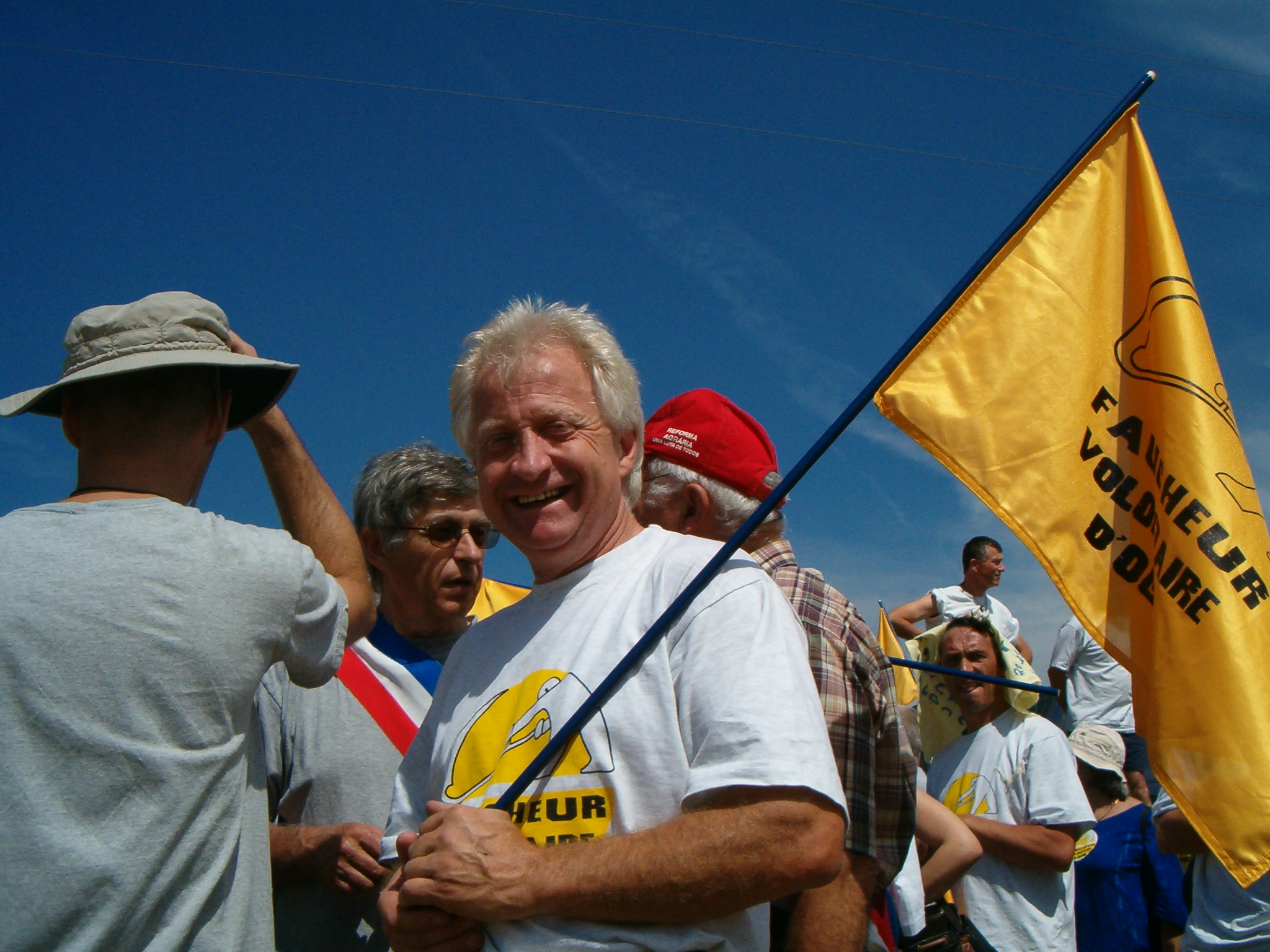
François Dufour, ancien porte-parole de la Confédération paysanne, vice-président d'ATTAC France, lors d'une manifestation des faucheurs volontaires contre les OGM le 25 juillet 2004.

Les faucheurs volontaires constituent un mouvement essentiellement français (mais des actions similaires ont eu lieu en 2007 en Allemagne, au Portugal et en Grande-Bretagne), dont les 6 700 militants revendiqués se sont engagés par écrit à détruire les parcelles d'essai transgéniques et de cultures d'OGM en plein champ.

## Qualification
Qualifiés par le droit pénal et civil de « destruction grave du bien d'autrui en réunion », ces actes constituent un délit. La peine maximale prévue pour ce type de délit est de 5 ans d'emprisonnement et 75 000 euros d'amende (peine susceptible d'être doublée en cas de récidive légale).
Ils sont revendiqués par les faucheurs comme des actes de désobéissance civile bien que les détracteurs des faucheurs affirment que l'esprit non-violent de désobéissance civile est contraire aux destructions provoquées par les faucheurs. Toutefois, en dehors d'altercations avec des propriétaires[réf. nécessaire], aucune violence envers une personne n'est à déplorer de la part des faucheurs, les seuls blessés à signaler l'ayant été du côté des faucheurs et des journalistes lors d'interventions des forces de l'ordre (ces interventions peuvent être parfois « musclées » comme à Valdivienne en 2004 où 300 militaires ont fait face à 500 faucheurs non armés).
Ils les lient à leur opposition à l'utilisation des organismes génétiquement modifiés en agriculture et au « brevetage du vivant ». Les « faucheurs volontaires » affirment qu'ils ont pour but de faire respecter le droit à un environnement sain, reconnu maintenant dans la Constitution française, et au nom du « principe de précaution », qui a été inscrit dans la Charte de l'environnement (bien qu'elle n'existait pas encore au moment des premières actions).

## Historique
Le samedi 5 juin 1999, un groupe mené par José Bové pénètre dans  Centre de coopération internationale en recherche agronomique pour le développement (CIRAD) à La Valette, près de Montpellier et détruisent une serre de confinement dans laquelle étaient conduits un projet européen de recherche sur les gènes du riz et une étude internationale sur la résistance du riz aux insectes. Ces travaux sur du riz génétiquement modifié conçu pour permettre un jour aux agriculteurs du tiers-monde de faire l’économie d’insecticides étaient menés exclusivement sur fonds publics. José Bové sera condamné pour cela à 6 mois de prison ferme.
Le 13 avril 2000, à l'aide de faux, José Bové et quelque 400 manifestants anti-OGM fauchent un champ de colza transgénique, à Belpech, dans l'Ariège.
Le mouvement des Faucheurs volontaires est né lors du rassemblement Larzac 2003, à l'initiative de Jean-Baptiste Libouban. 400 personnes se sont alors déclarées « faucheurs volontaires ». En 2009, ses porte-parole affirmaient que « plus de 7 000 personnes s'étaient déclarées faucheurs volontaires après avoir lu la charte et signé le bulletin d'inscription. La Confédération paysanne et Les Verts notamment soutiennent les « faucheurs ».
En 2004, 2005 et 2006, les « faucheurs » ont détruit (en Midi-Pyrénées, Aquitaine, Centre-Val de Loire et Poitou-Charentes essentiellement) des parcelles d'essais de plantes transgéniques cultivées en plein champ, culture qu'ils jugent illégale en France. En 2006, ils ont détruit trois parcelles de culture commerciale de maïs Monsanto (à Grézet-Cavagnan (Lot-et-Garonne), à Ox (Haute-Garonne) et à Miradoux (Tarn)) et ont visé un silo de maïs OGM à Lugos (Gironde). Ces actes de désobéissance civique ont donné lieu à des poursuites judiciaires. En juin 2005, les faucheurs annonçaient avoir neutralisé 70 % des essais commerciaux en France qui existaient en 2004. Le 31 juillet 2006, le ministère de l'Agriculture estimait que 40 % des champs expérimentaux avaient été détruits. Le 20 août 2008, la société Monsanto annonce dans un communiqué la destruction de la totalité de ses essais d'OGM implantés dans l'environnement.
En 2007, les faucheurs participent à nouveau à de nombreuses actions tant contre des parcelles d'essai que contre des cultures commerciales (21 000 hectares de maïs OGM ont été semés cette année en France, soit un peu plus de 0,7 % des surfaces totales plantées en France métropolitaine).
Le samedi 18 août 2007 par exemple, un groupe de faucheurs volontaires détruit une parcelle d'essai de maïs OGM de Monsanto à Poinville (Eure-et-Loir). 58 d'entre eux se présentent comme comparants volontaires à la gendarmerie et sont mis en garde à vue. Convoqués devant le tribunal de Chartres le 9 octobre 2007 les faucheurs s'appuient notamment sur la Charte de l'environnement  sont reconnus en État de nécessité. Mais le parquet fera appel et les 58 faucheurs seront finalement condamnés par la Cour d'Appel de Versailles le 22 janvier 2010. Le 03 mai 2011, la Cour de Cassation confirmait la condamnation de la Cour d'Appel de Versailles
Le samedi 25 août 2007, une centaine de faucheurs sont allés symboliquement déposer chacun devant l'usine Monsanto de Monbéqui un épi de maïs OGM fauché dans l'après-midi dans un champ dans le Gers.
Le dimanche 15 août 2010 vers 5 heures du matin, un groupe d’une soixantaine de « faucheurs volontaires » s’introduit dans l’unité de Colmar de l’Institut national de recherche agronomique (INRA) et y détruit 70 pieds de vigne transgénique. Ces recherches, engagées depuis 2005, avaient déjà subi un acte de vandalisme dans la nuit du 5 septembre 2009 ; destinées à lutter contre la maladie du court-noué qui menace le vignoble français elles avaient été reprises au printemps 2010 à la suite de l’avis favorable du Haut Conseil des biotechnologies et l’autorisation des ministères de tutelle.
Les « Faucheurs » agissent le plus souvent sans outils ; l'arrachage des plants d'OGM est manuel, parfois à l'aide d'une faux. Les manifestations sont toujours déclarées non-violentes, mais des affrontements avec les forces de l'ordre ont parfois eu lieu. Par exemple, le samedi 25 septembre 2004, lors d'un arrachage à Valdivienne, 300 militaires lançaient des gaz lacrymogènes et des grenades assourdissantes sur les 500 faucheurs présents. Il y eut 17 blessés légers. Certains membres des Verts y étaient. Ces actes entraînent l'intervention des forces de l'ordre, de façon « totalement disproportionnée » selon les « Faucheurs ». Selon le journal le Figaro, « Pour éviter tout heurt avec les forces de l'ordre, les faucheurs volontaires préfèrent dorénavant les descentes nocturnes aux actions de jour à visage découvert ». Lors de leur assemblée générale, réunie à Cournon en juillet 2006, les faucheurs décident de poursuivre leurs actions tant de façon publique que lors d'actions nocturnes, sur les parcelles d'essais et sur les cultures commerciales.
L'illégalité des actes d'arrachage d'OGM a provoqué un débat : les sympathisants des « Faucheurs volontaires » affirment qu'ils agissent selon les principes de non-violence et de désobéissance civile. Leurs opposants considèrent que la destruction de champs est un délit qui doit être condamné car elle freine la recherche et est une destruction du bien d'autrui.
Les faucheurs volontaires sont à l'initiative, avec 15 autres associations de « l'appel d'Orléans » lancé le 27 février 2007, demandant l'instauration en France d'un moratoire sur les essais et cultures d'OGM. Plus de 70 000 personnes avaient signé cette demande de moratoire le 25 mai 2007 quand l'idée d'un moratoire sur le maïs MON 810 (le seul cultivé en France de façon commerciale) est reprise publiquement, dans un entretien au Parisien, par Alain Juppé, ministre d'État, chargé du développement durable.
Lors de leur assemblée générale réunie à Riec-sur-Bélon les 22 et 23 juillet 2007, les faucheurs volontaires ont décidé d'organiser un week-end d'actions les 4 et 5 août afin d'obtenir ce moratoire. Ces actions pouvant prendre différentes formes : pique-nique devant les parcelles, cueillette symbolique de plants de maïs OGM à déposer devant les préfectures, etc. Le 24 juillet 2007, 200 faucheurs ont bloqué le terminal agro-alimentaire du Port de Saint-Nazaire pour dénoncer l'importation de colza OGM. À la suite de cette action, une délégation de huit Faucheurs volontaires (tous poursuivis ou condamnés par la justice pour des actions de fauchage d'OGM) a été reçue par Mme la secrétaire d'État chargée de l'Écologie le 31 juillet au ministère, pour réclamer à nouveau un moratoire immédiat sur les OGM.
Le 23 novembre 2012, une centaine de militants empoisonnent à l'huile de ricin une cargaison de soja transgénique dans le port de Lorient, 4 700 tonnes seront détruites.
Dans la matinée du samedi 3 juin 2023, une vingtaine de personnes dont des membres d'Extinction Rebellion et des Faucheurs volontaires ont peinturluré des bidons de désherbants dans des grandes surfaces du pays de Lorient. Cela avait pour but de rendre ces produits impropres à la vente, de sensibiliser et de dénoncer la vente de ces herbicides.
Le 4 mars 2021, environ 50 personnes se sont introduits dans l'entrepôt d'Arterris, à Castelnaudary, et ont répandu sur le sol environ 200 sacs de semences transgéniques de colza et de tournesol. À la suite de cette action, un procès a eu lieu le 8 novembre 2023 à Carcassonne. Le verdict sera rendu le 6 décembre 2023,,,,.

## Réactions
Les actions des « Faucheurs volontaires » ont déclenché de nombreuses réactions de politiques, d'agriculteurs, de semenciers ou d'analystes.
Ainsi, le 1er août 2006, 250 producteurs de maïs ont manifesté dans le sud de la France pour « protester contre le saccage par des anti-OGM d'une parcelle de maïs transgénique appartenant à un agriculteur ». En novembre 2006, à Lugos (33) un agriculteur a tenté d'empêcher la destruction (par arrosage) de ses récoltes de maïs OGM dans des silos par les faucheurs et a fait feu en l'air dans leur direction. Une manifestation pour le soutenir et protester contre les destructions faites par les faucheurs a rassemblé 350 personnes selon le journal Sud Ouest. Parmi les manifestants se trouvaient des agriculteurs, sympathisants, syndicalistes, élus (les maires locaux et la députée Marie-Hélène des Esgaulx). Une plainte a aussi été déposée contre l'agriculteur pour tentative d'homicide volontaire. Le 5 août 2007, un exploitant agricole du Lot s'est pendu à un arbre dans son champ, alors que des faucheurs avaient prévu d'y organiser un « pique-nique ». Il a laissé derrière lui un tract des faucheurs appelant à un « pique-nique débat » devant ses plants de maïs transgéniques. Afin de déterminer la cause et les raisons de ce suicide, une enquête a été ordonnée par la justice. Il existe en droit français la notion de « provocation au suicide », ce motif a été explicitement écarté par les enquêteurs et le procureur de la République.
Dominique Bussereau, ministre de l'Agriculture, a considéré le 20 août 2006 que ce sont des « actes de vandalisme irresponsable contraires à l'État de droit et au respect de la propriété privée et de l'outil de travail ».
Les sociétés Pioneer et Biogemma dont les plantations expérimentales ont été détruites ont déposé des plaintes contre X pour « association de malfaiteurs » et « incitation au fauchage ». Une instruction est en cours à Clermont-Ferrand depuis 2005.
Laurent Martel, directeur de la filiale française de Monsanto, a déclaré dans un communiqué du 20 août 2008 qu'« un pays qui laisse une poignée d'obscurantistes saccager sa recherche se prive de toutes les promesses de progrès que celle-ci porte pour le présent et pour l'avenir ». Dans le même esprit, Cécile Philippe, présidente de l'Institut économique Molinari, un think tank libéral, estime que les « faucheurs » sont « dangereux », car ils « menacent le progrès de la science au nom d’une vision conservatrice de l’agriculture ».
Pour certains observateurs, le comportement des faucheurs s'apparenterait au mouvement luddiste, constitué d'ouvriers qui détruisirent des métiers à tisser dans l'Angleterre de la révolution industrielle parce que leur introduction bouleversait les modes de production,.

## Décisions de justice
Les « fauchages volontaires » ont été suivis de poursuites judiciaires pour « dégradation volontaire en réunion ». En 2009, on décompte 22 procès.
La défense des comparants s'appuie sur la Déclaration des droits de l'homme et du citoyen de 1789, qui en appelle à la « résistance à l’oppression », ainsi que sur l’article 8 de la Convention européenne des droits de l'homme qui protège l’environnement et dispose que « chaque citoyen a droit à un environnement sain ».
Des condamnations ont été prononcées.
Pour le fauchage d'un essai de maïs OGM à Menville le 25 juillet 2004, alors que les avocats des Faucheurs demandaient la relaxe, au nom de l'état de nécessité, le réquisitoire de l'avocat général de la Cour d'appel de Toulouse demandait le 21 septembre 2005 : un an de privation ferme de droits civiques contre José Bové, un an de privation de droits civiques avec sursis à l’encontre de Noël Mamère, Gérard Onesta, François Simon, Pierre Labeyrie, Gilles Lemaire, Gérard Daverat et Jean-Baptiste Libouban, et des peines d'emprisonnement pour ces huit prévenus, ferme pour José Bové, avec sursis pour les autres.
L'arrêt de la Cour d'appel prononcé le 15 novembre 2005 n'a pas suivi la totalité de ces réquisitions et a prononcé les peines suivantes :
- 2 mois de prison avec sursis pour François Simon, Pierre Labeyrie, Gilles Lemaire, Jean-Baptiste Libouban, Michel Daverat
- 3 mois de prison avec sursis pour Noël Mamère et Gérard Onesta
- 4 mois de prison ferme pour José Bové
- dommages-intérêts à payer solidairement : 110 000 € à payer à Pioneer, au GEVES et à Syngenta. Ces sommes ont fait l'objet de saisies sur les comptes de Noël Mamère.

Les huit condamnés se sont pourvus en cassation. La Cour de cassation a confirmé le 7 février 2007 les décisions de la Cour d'appel.
Arrêt de la Cour d’appel de Riom (Puy-de-Dôme) du 24 novembre 2005 : cinq « faucheurs » sont condamnés à quatre mois d’emprisonnement avec sursis et environ 200 000 € de dédommagements à payer solidairement à la société Biogemma, un « faucheur » est condamné pour violence sur agent à deux mois d’emprisonnement avec sursis et 1 000 € d’indemnisation. Les condamnés se sont pourvus en cassation. La Cour de cassation a confirmé en avril 2007 les décisions de la Cour d'appel.
Arrêt de la Cour d'appel d'Orléans du 28 juin 2006, ce jugement infirme le jugement du 9 décembre 2005 du tribunal d'Orléans qui avait en première instance relaxé 42 faucheurs pour « état de nécessité » (article L122-7 du code pénal), décision confirmée par la Cour de cassation le 31 mai 2007 :
- 2 mois d'emprisonnement ferme et 1 000 euros d'amende pour Jean-Émile Sanchez, ancien porte-parole de la Confédération paysanne
- 2 mois avec sursis contre les 48 autres « faucheurs volontaires » qui avaient détruit deux parcelles de maïs exploitées par la multinationale américaine Monsanto, les 14 août 2004 et 7 juillet 2005. Chacun des prévenus s'est par ailleurs vu infliger 1 000 euros d'amende[35].

Le 26 février 2007, 32 « faucheurs volontaires » ont comparu devant le Tribunal d'Orléans pour avoir détruit une parcelle d'essai de maïs transgénique de la firme Monsanto le 14 août 2006 à Villereau (Loiret). Le procureur a requis jusqu'à 6 mois de prison dont trois mois ferme. Le jugement a été rendu le 24 mai 2007. Les Faucheurs, reconnus coupables, ont été condamnés à des peines de 3 à 4 mois de prison avec sursis, de 1 500 à 3 000 euros d'amende et de 1 à 2 ans de privation de leurs droits civiques. 16 d'entre eux qui avaient refusé de subir un prélèvement d'ADN pendant leur garde à vue ont été condamnés en outre à deux mois de prison avec sursis. Les condamnés ont fait appel de cette décision. L'audience est prévue devant la Cour d'appel d'Orléans les 17 et 18 décembre 2007.
Les 2 et 3 octobre 2007, deux nouveaux procès devaient se tenir devant le tribunal de Villefranche-de-Lauragais (Haute-Garonne) concernant l'un la destruction d'une parcelle d'essai de maïs OGM à Daux (Haute-Garonne) le 30 juillet 2006, l'autre celle d'une culture commerciale de maïs OGM à Ox (Haute-Garonne), à la même date. À la demande du procureur, ces procès sont reportés sine die, en raison de la proximité du « Grenelle de l'environnement ».
François Roux et Marie-Christine Ételin, principaux avocats du mouvement des Faucheurs, sont aussi à l'origine du mouvement des « Comparants volontaires », qui consiste pour les « faucheurs » à demander volontairement une comparution devant les tribunaux, conformément à l'esprit de la désobéissance civile. Les Tribunaux correctionnels de Toulouse et de Riom avaient reconnu cette démarche, mais leurs décisions ont été infirmées par les Cours d'appel.

## Positions défendues vis-à-vis de la recherche
Il existe principalement deux positions très différentes des représentants des Faucheurs sur la recherche : ceux qui sont purement et simplement contre et la position plus nuancée défendue par les porte-paroles des « faucheurs volontaires » qui est décrite ci-dessous.
Les « faucheurs volontaires » ne s'opposent pas à la recherche fondamentale en biologie : « À leurs yeux, celle-ci doit suivre des protocoles rigoureux dans ses expériences en milieu confiné. Les applications qui en découlent doivent répondre sans préjudice aux véritables besoins de la société et ne pas faire le jeu du marché » D'autres faucheurs volontaires ayant une vision plus radicale sur la recherche OGM, désirent un arrêt total des cultures transgéniques ce qui explique pourquoi des plantations expérimentales en serre ont elles aussi été détruites.
Les « faucheurs volontaires » dénoncent les expérimentations en plein champ qui entraîneraient la contamination des autres espèces végétales, ce qui a pour effet de condamner les cultures non OGM et met en danger l'« agriculture biologique ».
Les défenseurs de la culture d'OGM thérapeutiques en plein champ avancent que le « fauchage volontaire » de plants de maïs transgéniques pourrait retarder la recherche sur la création de lipase d'origine végétale, élément primordial de la lutte contre la mucoviscidose. À cela, les « faucheurs volontaires » rétorquent qu'il existe d'autres solutions de production, en particulier pour la lipase gastrique. Parmi ces solutions, la culture de cellules végétales en bio fermenteur permettrait une production bien plus efficace, sans danger de contamination et probablement moins coûteuse. Néanmoins, 30 ans de recherche n'ont pas permis de produire des lipases de façon satisfaisante avec des micro-organismes en milieu confiné.